# Мацегора Артем Сергійович
Мацего́ра Арте́м Сергі́йович(* 1991) — майор Збройних сил України, учасник російсько-української війни, марафонець.

## З життєпису
Випускник 2013-го року Академії сухопутних військ імені гетьмана Петра Сагайдачного, «управління діями підрозділів артилерії».
Брав участь у визволенні населених пунктів Рубіжне, Красний Лиман, Слов'янськ, Краматорськ, Дебальцеве, Шахтарськ, Нижня Кринка. Неодноразово залучався до проведення операцій по знищенню бойовиків на блокпостах та в районах їх базування, охороні та обороні військових і цивільних об'єктів, несення служби на блокпостах.
З 15 січня по 20 березня 2015 року брав участь в операції по знищенню бойовиків поблизу Авдіївки. Ударами артилерії взводу було знищено бойову машину піхоти та 4 автомобілі противника, значну кількість особового складу противника.

## Нагороди
За особисту мужність і високий професіоналізм, виявлені у захисті державного суверенітету та територіальної цілісності України, вірність військовій присязі, відзначений — нагороджений
- орденом Богдана Хмельницького III ступеня (3.7.2015)